# Danila De Lucia
Danila De Lucia (Benevento, 3 dicembre 1961) è una politica italiana.

## Biografia

### Elezione a senatore
Alle elezioni politiche del 2018 viene eletta al Senato della Repubblica nel collegio uninominale di Benevento, sostenuta dal Movimento 5 Stelle.